# Storflarken (Arvidsjaurs socken, Lappland)
Storflarken är en sjö i Arvidsjaurs kommun i Lappland och ingår i Skellefteälvens huvudavrinningsområde.